# Steve Kirby
Steve Kirby (Maumee Valley (Ohio), 23 mei 1956) is een Amerikaanse jazzbassist, componist en docent.

## Biografie
Kirby werd geboren in Maumee Valley, Ohio en zijn familie verhuisde naar St. Louis toen hij twee was. Hij begon gitaar en basgitaar te spelen, terwijl hij gestationeerd was in Fort Bragg en studeerde daarna aan de Webster University, waar hij in 1985 zijn diploma behaalde. Hij werkte in ensembles en behaalde vervolgens zijn masterdiploma aan de Manhattan School of Music, waar hij speelde met Lester Bowie. In 1988 keerde hij terug naar Webster, waar hij les gaf tot 1993. In januari 2017 bracht Kirby zijn eerste orkestrale opname All Over the Map uit met zijn composities. Kirby verscheen als leider op de albums Wicked Grin (2008) en Stepchild (2013) met het University of Manitoba Jazz Faculty Ensemble. Hij bracht 15 jaar door met het leiden van het University of Manitoba Jazz Studies-programma. Hij werkte samen met Wes Anderson, Kenny Barron, Kathleen Battle, Joanne Brackeen, James Carter, Regina Carter, Cyrus Chestnut, Wycliffe Gordon, Benny Green, Terreon Gully, Slide Hampton, Winard Harper, Stefon Harris, Antonio Hart, Eddie Henderson, John Hicks, Elvin Jones, Geoff Keezer, Oliver Lake, Abbey Lincoln, Joe Lovano, Wynton Marsalis, Mulgrew Miller, Claudio Roditi, Wallace Roney, Jacky Terrasson, Steve Turre, Warren Wolf en Miguel Zenon.

### Onderwijs
Kirby trad in 2003 toe tot de muziekfaculteit van de Universiteit van Manitoba, waar hij vervolgens het programma Bachelor of Jazz Studies creëerde. Hij werd gepromoveerd tot hoogleraar en kreeg een vaste aanstelling. In januari 2004 werd Kirby artistiek leider voor de Smart Park Jazz Innovators Series. Als artistiek directeur en bassist faciliteerde en trad Kirby op met enkele van de beste artiesten in de jazz: trombonist Wycliffe Gordon, violiste Regina Carter, trompettist Nicholas Payton en zangeres Luciana Souza. Alle artiesten verbleven gedurende een week in residenties met masterclasses, repetities voor studenten en een concert aan het eind van de week. In maart 2004 leidde hij de oprichting van wat een wekelijks jazzinstituut is geworden in Winnipeg - de 'COOL Monday Night Hang'. In navolging van de vele jamsessies, waaraan Kirby deelnam als professionele muzikant in New York, is 'The Hang' een plek waar studenten, docenten, ervaren professionals en bezoekende artiesten hun vaardigheden kunnen verbeteren en ideeën kunnen uitwisselen in een live performance setting.
Kirby was de oprichter en hoofdredacteur van Dig! Magazine in Winnipeg, gelanceerd door Kirby in 2004 als Dig! It. Het is ontworpen om de groei te weerspiegelen en de gezondheid van Winnipegs jazzcircuit te meten. Het tijdschrift coördineerde en promootte ook de jazzevenementen, die de vele lokale en bezoekende presentatoren in Winnipeg en in de hele provincie aanboden. Het laatste nummer van Dig! Magazine verscheen in de zomer van 2017. In 2005 creëerde Kirby Jazz On Wheels, zijn versie van New Yorks beroemde Jazz Mobile. Ontworpen als een mobiel concertpodium, bracht Jazz on Wheels letterlijk muziek naar mensen in hun eigen buurt. Met lokale en rondreizende jazzmuzikanten bood het project mensen uit Winnipeg met alle sociale en economische achtergronden de mogelijkheid om meer te leren over jazz door middel van concerten en workshops, die rechtstreeks naar hun gemeenschappen werden gebracht. Jazz on Wheels biedt interactieve presentaties, die de evolutie van jazz en zijn invloed op moderne populaire muziek illustreren.
Van 2005-2016 bekleedde Kirby de functie van artistiek leider voor de Izzy Asper Jazz Performance Series. In deze serie trad Kirby niet alleen op met veel van de bezoekende artiesten, maar creëerde hij ook een unieke kans voor de U of M Jazz studenten om op te treden als openingsband voor de all-star bezoekende artiesten. Elke artiest gaf ook masterclasses aan de jazzstudenten.

### Beschuldigingen van intimidatie
Hij ging op 27 juni 2017 met pensioen, na zijn geplande sabbatical, waarbij de universiteit een intern onderzoek naar vermeende seksuele intimidatie van studenten heeft uitgevoerd. Zes studenten benaderden het schoolbestuur in februari 2017 met klachten over seksuele intimidatie door Kirby. Kort nadat hij met pensioen was gegaan aan de Universiteit van Manitoba, werd Kirby aangenomen door Berklee College of Music, maar werd hij geschorst in afwachting van een onderzoek naar beschuldigingen van seksuele intimidatie aan de Universiteit van Manitoba. De administratie van Berklee heeft Kirby met verlof gestuurd, nadat ze de beschuldigingen had vernomen.

## Discografie

### Als leader
- 2008: Wicked Grin (DIG!)
- 2012: Stepchild (University Of Manitoba, Desautels Faculty Of Music)
- 2017: All Over the Map (Head in the Sand)

Met James Carter
- 1997: Shades of Blue (NJR)
- 1998: In Carterian Fashion (Atlantic)
- 2000: Chasin' the Gypsy (Atlantic)

Met Cyrus Chestnut
- 1994: Dark Before the Dawn (Atlantic)
- 1995: Earth Stories (Atlantic)

- International Standard Name Identifier: 0000 0000 5552 8196
- Library of Congress Control Number: no00081485
- MusicBrainz: d74a0645-6665-4484-82fb-57fa1a53814a
- Virtual International Authority File: 51239212
- WorldCat: E39PBJdx4KwCqkxPpDDChyj9jC